# Gorzanów
Gorzanów is een plaats in het Poolse district  Kłodzki, woiwodschap Neder-Silezië. De plaats maakt deel uit van de gemeente Bystrzyca Kłodzka en telt 921 inwoners.

## Verkeer en vervoer

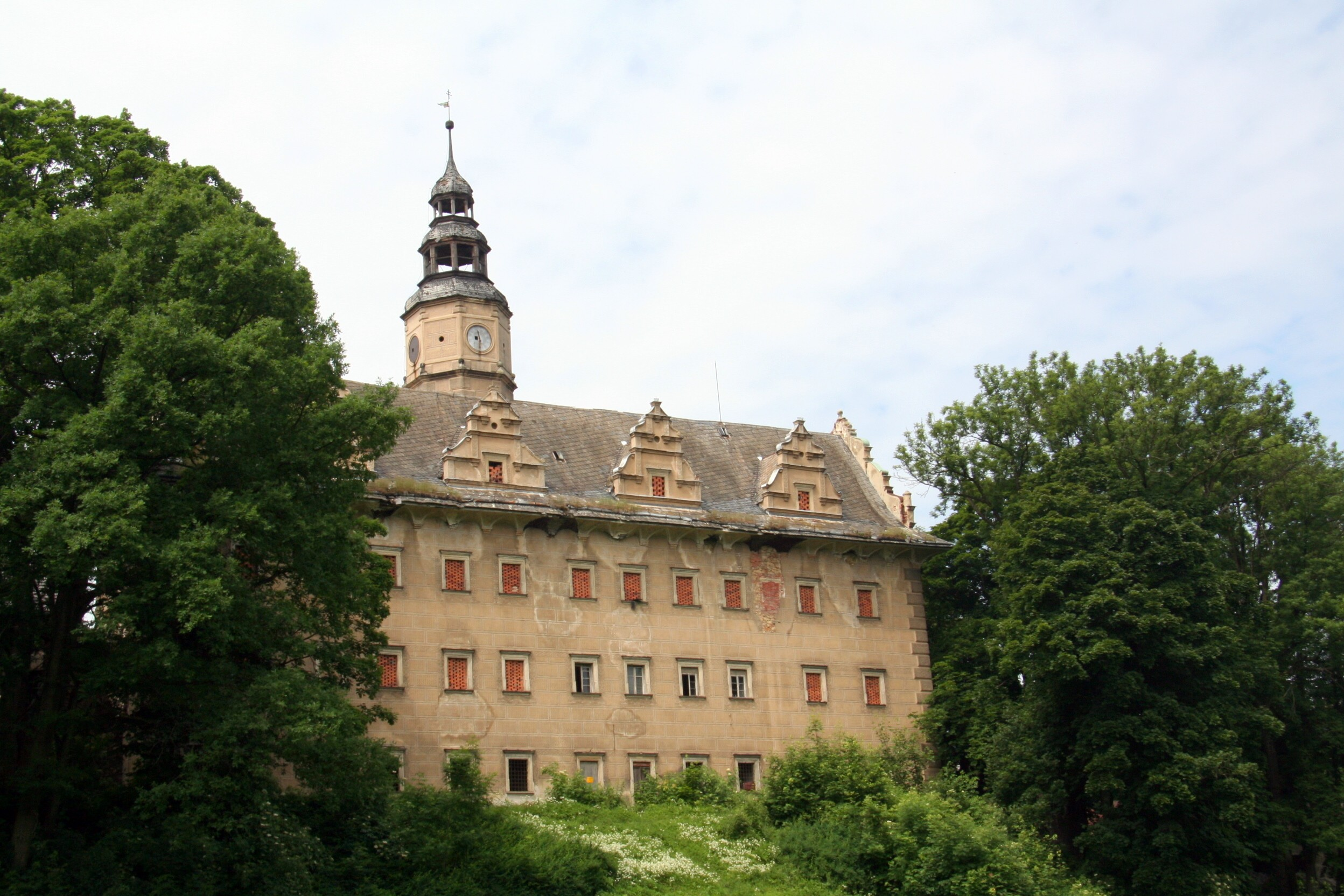
Slot

- Station Gorzanów